# Campionatul Mondial de Cros din 1996
A 24-a ediție a Campionatului Mondial de Cros s-a desfășurat pe 23 martie 1996 la Stellenbosch, Africa de Sud. Au participat 669 de sportivi din 65 de țări.

## Rezultate

### Masculin
| Loc | Sportiv            | Timp  |
| --- | ------------------ | ----- |
| 1   | Paul Tergat        | 33:44 |
| 2   | Salah Hissou       | 33:56 |
| 3   | Ismael Kirui       | 33:57 |
| 4   | Paul Koech         | 34:10 |
| 5   | Haile Gebrselassie | 34:28 |
| 6   | Joseph Kimani      | 34:30 |
| 7   | Khalid Skah        | 34:34 |
| 8   | Smail Sghir        | 34:34 |
| 9   | William Kiptum     | 34:35 |
| 10  | Josephat Machuka   | 34:37 |

| Loc | Țară | Puncte                                 |
| --- | --- | -------------------------------------- |
|     | Kenya Paul Tergat Ismael Kirui Paul Koech Joseph Kimani William Kiptum Josephat Machuka Stephen Arusei James Songok James Kariuki                              | 33 1 3 4 6 9 10 (14) (23) (61)         |
|     | Maroc Salah Hissou Khalid Skah Smail Sghir Abderrahim Zitouna Mustapha Bamouh Khaled Boulami Mohamed Issangar Abdelaziz Sahere Brahim Boulami                  | 99 2 7 8 13 29 40 (52) (54) (78)       |
|     | Etiopia Haile Gebrselassie Abraham Assefa Habte Jifar Fita Bayissa Ayele Mezegebu Chala Kelele Girma Tolla Nigousse Urge Tesfaye Tafa                          | 107 5 11 17 18 21 35 (39) (71) (NT)    |
| 4   | Spania Alejandro Gómez José Manuel García Antonio Serrano Antonio Pérez Juan Ramón Muñoz Carlos de la Torre Julio Rey José Ramon Moreno Pere Arco              | 205 19 22 32 33 46 53 (55) (84) (109)  |
| 5   | Regatul Unit Jon Brown John Nuttall Rob Denmark Andrew Pearson Keith Cullen Darius Burrows Chris Sweeney Adrian Passey Steve Harris                            | 252 12 28 45 51 57 59 (87) (129) (151) |
| 6   | Italia Gennaro Di Napoli Christian Leuprecht Stefano Baldini Angelo Carosi Francesco Panetta Salvatore Bettiol Sebastiano Mazzara Simone Zanon Vincenzo Modica | 352 37 43 48 64 75 85 (163) (187) (NT) |

### Feminin
| Loc   | Sportivă         | Timp  |
| ----- | ---------------- | ----- |
| 1     | Gete Wami        | 20:12 |
| 2     | Rose Cheruiyot   | 20:18 |
| 3     | Naomi Mugo       | 20:21 |
| 4     | Derartu Tulu     | 20:21 |
| 5     | Colleen de Reuck | 20:21 |
| 6     | Fernanda Ribeiro | 20:23 |
| 7     | Julia Vaquero    | 20:28 |
| 8     | Jane Ngotho      | 20:31 |
| 9     | Gabriela Szabo   | 20:37 |
| 10    | Berhane Adere    | 20:37 |
| [...] |                  |       |
| 12    | Iulia Negură     | 20:55 |
| 17    | Elena Fidatov    | 21:08 |
| 32    | Mariana Chirilă  | 21:26 |
| 38    | Viorica Ghican   | 21:37 |
| 41    | Lelia Deselnicu  | 21:41 |

| Loc | Țară | Puncte                    |
| --- | --- | ------------------------- |
|     | Kenya Rose Cheruiyot Naomi Mugo Jane Ngotho Sally Barsosio Florence Barsosio Lornah Kiplagat                 | 24 2 3 8 11 (15) (80)     |
|     | Etiopia Gete Wami Derartu Tulu Berhane Adere Getenesh Urge Asha Gigi Kore Alemu                              | 44 1 4 10 29 (43) (57)    |
|     | România · Gabriela Szabo · Iulia Negură · Elena Fidatov · Mariana Chirilă · Viorica Ghican · Lelia Deselnicu | 70 9 12 17 32 (38) (41)   |
| 4   | Australia Kate Anderson Kylie Risk Margaret Crowley Carolyn Schuwalov Natalie Harvey Clair Fearnley          | 92 16 21 27 28 (44) (77)  |
| 5   | Portugalia Fernanda Ribeiro Albertina Dias Ana Dias Conceição Ferreira Ana Correia Manuela Dias              | 104 6 31 33 34 (47) (NT)  |
| 6   | Franța Farida Fatès Odile Ohier Annette Sergent Laurence Duquénoy Joalsiae Llado Christine Mallo             | 111 14 20 24 53 (67) (73) |

### Juniori
| Loc   | Sportiv         | Timp  |
| ----- | --------------- | ----- |
| 1     | David Chelule   | 24:06 |
| 2     | Assefa Mezegebu | 24:19 |
| 3     | Samuel Chepkok  | 24:24 |
| 4     | Elijah Korir    | 24:26 |
| 5     | Charles Kwambai | 24:28 |
| 6     | Mizan Mehari    | 24:51 |
| 7     | Kipchumba Mitei | 24:55 |
| 8     | Million Wolde   | 24:56 |
| 9     | Patrick Ivuti   | 25:00 |
| 10    | Lemma Alemayehu | 25:34 |
| [...] |                 |       |
| 16    | Adrian Maghiar  | 26:06 |

| Loc | Țară | Puncte                    |
| --- | --- | ------------------------- |
|     | Kenya David Chelule Samuel Chepkok Elijah Korir Charles Kwambai Kipchumba Mitei Patrick Ivuti                | 13 1 3 4 5 (7) (9)        |
|     | Etiopia Assefa Mezegebu Mizan Mehari Million Wolde Lemma Alemayehu Sisay Bezabeh Geremew Haile               | 26 2 6 8 10 (13) (28)     |
|     | Maroc Aziz Driouche Abderrahman Chmaiti Rachid Amroug Rachid Boulahdid Ahmed Ezzobayry Abdelghani Lahlali    | 94 14 19 20 41 (47) (NT)  |
| 4   | Algeria Miloud Abaoub Azzedine Zerdoum Abdelmadjid Bouchamia Latamene Oumouhand Kais Bouziane Baghdad Rachem | 100 11 18 32 39 (48) (53) |
| 5   | Africa de Sud Richard Mavuso Lazarus Ramasia Aaron Gabonewe Richard Mncwabe Andries Moss Ephraim Mokhotu     | 140 26 29 31 54 (56) (75) |
| 6   | China Sun Wenyong Wang Zhicheng Wang Hongliang Sun Wenli                                                     | 158 25 34 38 61           |

### Junioare
| Loc   | Sportiv             | Timp  |
| ----- | ------------------- | ----- |
| 1     | Kutre Dulecha       | 13:27 |
| 2     | Annemari Sandell    | 13:32 |
| 3     | Jepkorir Ayabei     | 13:35 |
| 4     | Nancy Kipron        | 13:49 |
| 5     | Edna Kiplagat       | 13:50 |
| 6     | Etaferahu Tarekegn  | 13:53 |
| 7     | Cristina Iloc       | 13:56 |
| 8     | Shura Hotesa        | 13:59 |
| 9     | Elizabeth Cheptanui | 14:00 |
| 10    | Caroline Tarus      | 14:04 |
| [...] |                     |       |
| 13    | Ioana Oltean        | 14:12 |
| 27    | Ileana Dorca        | 14:38 |
| 31    | Iuliana Istin       | 14:41 |
| 29    | Mirela Gavrilă      | 15:15 |
| 72    | Cristina Soflau     | 15:32 |

| Loc | Țară | Puncte                    |
| --- | --- | ------------------------- |
|     | Kenya Jepkorir Ayabei Nancy Kipron Edna Kiplagat Elizabeth Cheptanui Caroline Tarus                                        | 21 3 4 5 9 (10)           |
|     | Etiopia Kutre Dulecha Etaferahu Tarekegn Shura Hotesa Ayelech Worku Sintayahu Fikre Zenebech Tadese                        | 26 1 6 8 11 (12) (14)     |
|     | Japonia Emiko Kojima Yuka Hata Tomoko Hashimoto Kaori Yoshimura Emi Kato Ayumi Iwashita                                    | 70 15 16 17 22 (63) (64)  |
| 4   | România · Cristina Iloc · Ioana Oltean · Ileana Dorca · Iuliana Istin · Mirela Gavrilă · Cristina Soflau                   | 78 7 13 27 31 (56) (72)   |
| 5   | Statele Unite ale Americii Christine Nichols Courtney Pugmire Marie Davis Katherine Radkewich Katie McGregor Jackie Coscia | 123 20 25 37 41 (62) (68) |
| 6   | Spania Judit Plá Silvia Montane Alessandra Aguilar Vanessa Galan Laura Réal Manuela Dominguez                              | 146 29 35 38 44 (50) (54) |

## Clasament pe medalii
| Loc   | Țară     | Aur | Argint | Bronz | Total |
| ----- | -------- | --- | ------ | ----- | ----- |
| 1     | Kenya    | 6   | 1      | 4     | 11    |
| 2     | Etiopia  | 2   | 4      | 1     | 7     |
| 3     | Maroc    | 0   | 2      | 1     | 3     |
| 4     | Finlanda | 0   | 1      | 0     | 1     |
| 5     | Japonia  | 0   | 0      | 1     | 1     |
| 5     | România  | 0   | 0      | 1     | 1     |
| Total | Total    | 8   | 8      | 8     | 24    |